# Grengiols
Grengiols es una comuna suiza del cantón del Valais, ubicada en el distrito de Raroña oriental. Limita al norte con las comunas de Martisberg, Lax y Ernen, al este con Binn, al sur con Baceno (IT-VB), Varzo (IT-VB), Ried-Brig y Termen, y al oeste con Mörel-Filet, Bister y Betten.